# ليوبوف سوبول
ليوبوف إدواردوفنا سوبول ((الروسية: Любовь Эдуардовна Соболь) ،née Fedenyova، Феденёва؛ من مواليد 13 سبتمبر 1987) شخصية سياسية وعامة روسية، ومحامية لمؤسسة مكافحة الفساد، وعضو في مجلس تنسيق المعارضة الروسي (2012-2013). هي منتجة قناة يوتيوب «نافالني لايف» التابعة لأليكسي نافالني.